# Isdes, Loiret
Isdes là một xã trong tỉnh Loiret, vùng Centre-Val de Loire bắc trung bộ nước Pháp. Xã này nằm ở khu vực có độ cao từ 129-157 mét trên mực nước biển.
Dân số năm 2006 là 585người. Diện tích là 43,89 km²